# Hans Lorenz (Politiker)
Hans Lorenz (* 29. Oktober 1954 in Dossenheim) ist ein baden-württembergischer Politiker der CDU. Er war in der 10. und 11. Wahlperiode von 1988 bis 1996 Mitglied des Landtags von Baden-Württemberg.

## Leben

### Ausbildung und Beruf
Hans Lorenz ist in Dossenheim geboren und aufgewachsen. Die Familie war 1965 in die damals neue Siedlung Im Dossenwald gezogen. Er besuchte die Neubergschule und dann das Gymnasium, obwohl seine Eltern zur selben Zeit einen Gartenbaubetrieb aufbauten.
Nach der Schule trat er jedoch in die Nachfolge seiner Eltern und absolvierte zunächst in einem Gartenbaubetrieb in Eppelheim seine Ausbildung. Anschließend machte er seinen Abschluss als Gärtnermeister. Zusammen mit seiner Frau übernahm er die Hälfte des elterlichen Betriebs.

### Politische Tätigkeit
Im Alter von 25 Jahren kandidierte er für den Gemeinderat und wurde auf Anhieb gewählt. Er trat mit Verbesserungsvorschlägen auf und wurde daraufhin aufgefordert, für den Landtag zu kandidieren.
Er setzte sich gegen mehrere Mitbewerber durch und wurde 1988 bei der Landtagswahl mit einem Direktmandat für den Wahlkreis Weinheim in den Landtag gewählt. 1992 wurde er erneut gewählt. 1996 trat er nicht wieder an.
1995 verzichtete der damalige Bürgermeister von Dossenheim, Peter Denger, auf eine zweite Kandidatur und Lorenz bewarb sich um das Amt des Bürgermeisters. Er wurde gewählt und bekleidet seither das Amt des Bürgermeisters. Im März 2018 entschied er sich dagegen, für eine weitere Amtszeit zu kandidieren.

## Familie und Privates
Er ist seit 1982 mit seiner Frau Ursula verheiratet, die für den Gärtnereibetrieb ihren Job als Bankkauffrau aufgegeben hat.
Das Paar hat drei Kinder.